# Urawa Red Diamonds
El Urawa Red Diamonds (浦和レッドダイヤモンズ Urawa Reddo Daiyamonzu?), también conocido simplemente como Urawa Reds (浦和レッズ Urawa Rezzu?), es un club de fútbol de la ciudad de Saitama en la prefectura de Saitama, Japón, y uno de los más populares de la liga de fútbol profesional de ese país. El equipo disputa sus partidos como local en el Estadio Saitama 2002, en la ciudad de Saitama.
El nombre de Red Diamonds alude a la empresa matriz del club pre profesional Mitsubishi. El logotipo famoso de la corporación consiste en tres diamantes rojos, de los cuales uno permanece dentro de la insignia actual del club.
El club se ha mantenido en la primera división desde 1965, excepto en las temporadas 1989-90 y 2000. El palmarés de Red Diamonds incluye cinco campeonatos de primera división, ocho Copas del Emperador, siendo el club profesional más exitoso de este torneo, cinco Supercopas de Japón y dos Copas J. League. A nivel internacional ha conquistado tres veces la Liga de Campeones de la AFC y una vez la Copa Suruga Bank.

## Historia

### Mitsubishi Heavy Industries SC (1950-1991)
El club fue fundado en 1950 como el equipo de fútbol de Mitsubishi (Mitsubishi Heavy Industries) con sede en Kobe, pasando al área de Tokio en 1958. En 1965, el equipo fue uno de los miembros fundadores de la Japan Soccer League (los "Original 8"), precursora de la actual J. League.
Mitsubishi fue el primer club en obtener un triplete en Japón, en 1978, cuando ganaron la Liga, la Copa del Emperador y la Copa JSL.
Su último título de la JSL fue en 1982, después del cual sufrieron un breve declive que los llevó a la Segunda División en 1989-90, pero ascendieron de inmediato como campeones, pudiendo alistarse para la profesionalización del campeonato.

### Urawa Red Diamonds (1992-actualidad)
Cuando se decidió crear el campeonato profesional, el equipo se profesionalizó y pasó a llamarse Urawa Red Diamonds. El nombre viene del logo rojo de Mitsubishi, cuyo nombre significa tres diamantes. El club fue uno de los primeros equipos que se convirtió en profesional con el establecimiento de la J. League en 1992.
Rápidamente se convierte en uno de los equipos con mayor apoyo por parte de sus aficionados, pero en los resultados deportivos suele quedar en mitad de la tabla. Tras descender de nuevo en el año 1999, regresó a la máxima categoría un año después con la intención de consolidar un proyecto deportivo.
En 2004 el equipo jugó su primera final de campeonato de Liga, pero perdió en los penaltis ante Yokohama F. Marinos. Un año después obtuvo el subcampeonato y venció en la Copa del Emperador. En 2006 Urawa obtuvo su primer título de la J. League desde el establecimiento del campeonato profesional, y trató de volverlo a conquistar en posteriores campañas.
El 14 de noviembre de 2007, se convirtió en el primer equipo japonés en ganar la Liga de Campeones de la AFC, anteriormente Fukurawa Electric, Yoimuri FC y el Júbilo Iwata fueron campeones de ya desaparecida Copa de Clubes de Asia, al derrotar 2-0 al Sepahan FC tras empatar en Irán 1-1.
Entre esos años, también organizó la Copa de la ciudad de Saitama, también conocida como Saitama City Cup, midiéndose ante clubes internacionales.
El 8 de marzo de 2014 fue colgada una pancarta que decía «Sólo japoneses» en una de las entradas a las gradas. Como castigo por este comportamiento racista, el partido del 23 de marzo se jugó con el estadio vacío.

## Estadio

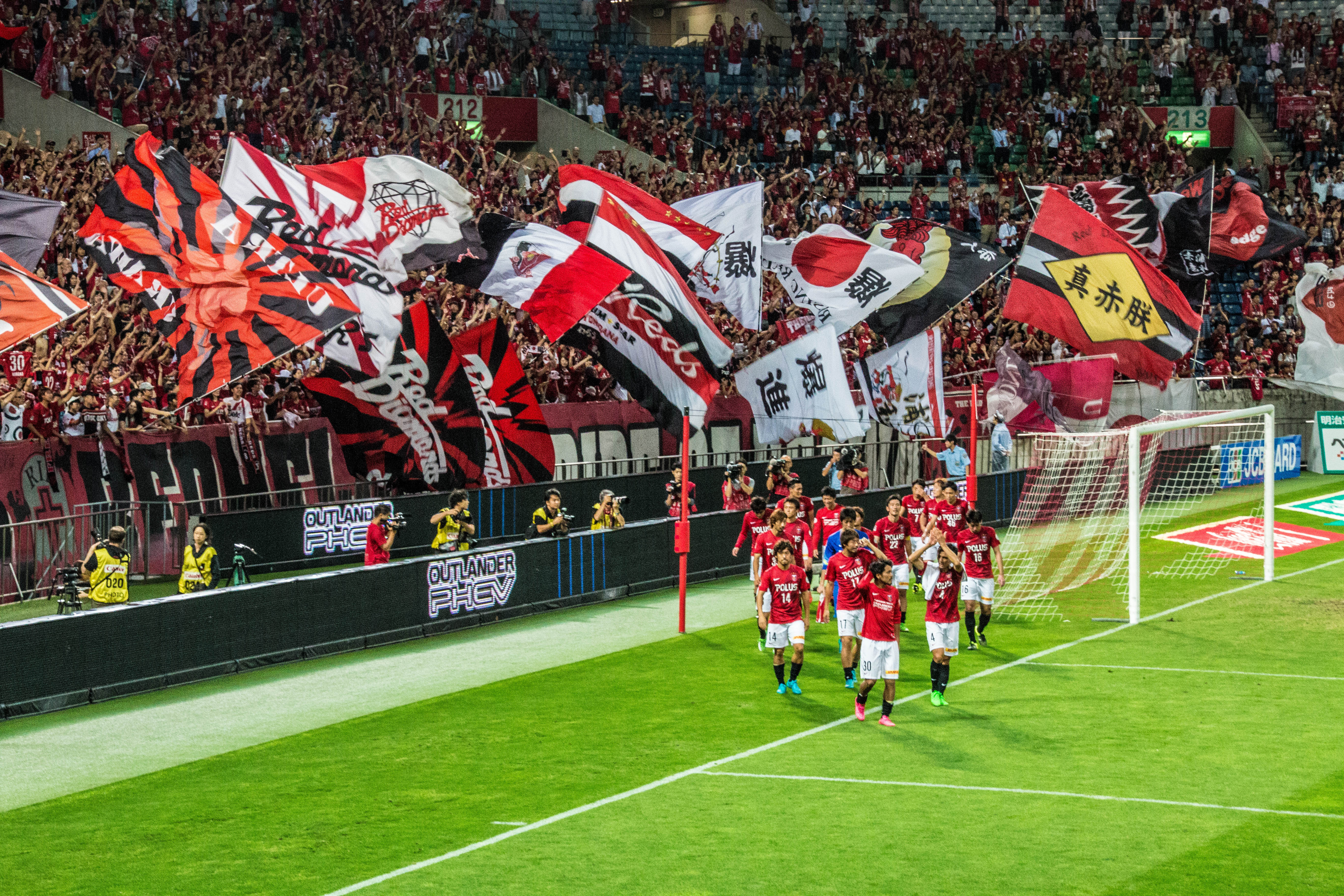
Jugadores del Urawa Red Diamonds celebran un gol con sus aficionados en el estadio Saitama.

Desde el establecimiento de la J. League en 1992, el equipo había utilizado el Estadio Urawa Komaba como su propio estadio. Debido a la creciente popularidad de los partidos, el Ayuntamiento de Saitama, el propietario del estadio, amplió la capacidad de asientos. El equipo utilizó el estadio de fútbol de Ōmiya Park hasta que las obras estaban completas. A pesar de los malos resultados del equipo, el estadio se llenó de fieles seguidores con una audiencia media de veinte mil personas.
En octubre de 2001, la Prefectura de Saitama construyó un nuevo estadio de Saitama, específico para fútbol en la ciudad. Este estadio fue utilizado como sede de la Copa Mundial de la FIFA 2002. Después de la Copa Mundial el club aumentó gradualmente los partidos que jugaba allí como local en el estadio de Saitama y en 2003 el estadio fue designado formalmente como el estadio en el que el Urawa Red Diamonds disputa sus partidos oficiales como local. En 2008, solo dos juegos se llevan a cabo en el estadio de Komaba.

## Símbolos del club
Los colores tradicionales del Urawa Reds es camiseta roja, pantalón blanco y medias negras, que son también los colores corporativos de Mitsubishi.
El escudo del club en un primer momento estaba formado en la mitad superior por un balón de fútbol con un retrato de diamante y la inscripción Mitsubishi Urawa FC. En 2001 fue ligeramente modificado y en la parte superior del escudo aparece la Escuela Normal de la Prefectura de Saitama (actualmente la Facultad de Educación de la Universidad de Saitama). Permanecen el balón y los diamantes, pero se añadieron las inscripciones «Red Diamonds» y «Saitama».

## Indumentaria
- Uniforme titular: Camiseta roja y azul, pantaloneta roja y medias rojas.
- Uniforme visitante: Camiseta blanca, pantaloneta blanca y medias blancas.

### Titular
| 2023-24 |

### Suplente
| 2023-24 |

## Palmarés
En negrita las competiciones vigentes. En cursiva los logros conseguidos como Mitsubishi.
| Competición nacional             | Títulos                                        | Subcampeonatos                     |
| -------------------------------- | ---------------------------------------------- | ---------------------------------- |
| J1 League (1/5)                  | 2006                                           | 2004, 2005, 2007, 2014, 2016       |
| Japan Soccer League Div. 1 (4/6) | 1969, 1973, 1978, 1982                         | 1970, 1971, 1974, 1975, 1976, 1977 |
| Copa del Emperador (8/4)         | 1971, 1973, 1978, 1980, 2005, 2006, 2018, 2021 | 1967, 1968, 1979, 2015             |
| Supercopa de Japón (5/5)         | 1979, 1980, 1983, 2006, 2022                   | 1981, 2007, 2015, 2017, 2019       |
| Copa J. League (2/5)             | 2003, 2016                                     | 2002, 2004, 2011, 2013, 2023       |
| Copa Japan Soccer League (2/0)   | 1978, 1981 (compartido)                        |                                    |
|                                  |                                                |                                    |
| Japan Soccer League Div. 2 (1/0) | 1989-90                                        |                                    |

| Competición internacional         | Títulos          | Subcampeonatos |
| --------------------------------- | ---------------- | -------------- |
| Liga de Campeones de la AFC (3/1) | 2007, 2017, 2022 | 2019           |
| Copa Suruga Bank (1/0)            | 2017             |                |

## Participación internacional en torneos AFC y FIFA

#### Por competición
| Competición                                                                                 | Temp. | PJ | PG | PE | PP | GF  | GC | Dif. | Puntos | Títulos | Subc. |
| ------------------------------------------------------------------------------------------- | ----- | -- | -- | -- | -- | --- | -- | ---- | ------ | ------- | ----- |
| Liga de Campeones de la AFC                                                                 | 8     | 70 | 31 | 19 | 20 | 120 | 74 | +46  | 112    | 3       | 1     |
| Copa Mundial de Clubes de la FIFA                                                           | 2     | 5  | 2  | 1  | 2  | 8   | 7  | +1   | 7      | –       | –     |
| Copa Suruga Bank                                                                            | 1     | 1  | 1  | 0  | 0  | 1   | 0  | +1   | 3      | 1       | –     |
| Total                                                                                       | 11    | 76 | 34 | 20 | 22 | 129 | 81 | +48  | 122    | 4       | 1     |
| Actualizado al último partido de la Liga de Campeones de la AFC 2022, el 6 de mayo de 2023. |       |    |    |    |    |     |    |      |        |         |       |

#### Participaciones
- Liga de Campeones de la AFC (8): 2007, 2008, 2013, 2015, 2016, 2017, 2019, 2022
- Copa Mundial de Clubes de la FIFA (2): 2007, 2017, 2023
- Copa Suruga Bank (1): 2017

## Estadísticas

### Copa Mundial de Clubes de la FIFA
| Edición | Resultado    | Posición     | PJ           | PG           | PE           | PP           | GF           | GC           | Dif.         |              |
| ------- | ------------ | ------------ | ------------ | ------------ | ------------ | ------------ | ------------ | ------------ | ------------ | ------------ |
| 2000    | No participó | No participó | No participó | No participó | No participó | No participó | No participó | No participó | No participó | No participó |
| 2001    | Cancelado    | Cancelado    | Cancelado    | Cancelado    | Cancelado    | Cancelado    | Cancelado    | Cancelado    | Cancelado    | Cancelado    |
| 2005    | No participó | No participó | No participó | No participó | No participó | No participó | No participó | No participó | No participó | No participó |
| 2006    | No participó | No participó | No participó | No participó | No participó | No participó | No participó | No participó | No participó | No participó |
| 2007    | Tercer lugar | 3°           | 2            | 0            | 1            | 1            | 2            | 3            | -1           |              |
| 2008    | No participó | No participó | No participó | No participó | No participó | No participó | No participó | No participó | No participó | No participó |
| 2009    | No participó | No participó | No participó | No participó | No participó | No participó | No participó | No participó | No participó | No participó |
| 2010    | No participó | No participó | No participó | No participó | No participó | No participó | No participó | No participó | No participó | No participó |
| 2011    | No participó | No participó | No participó | No participó | No participó | No participó | No participó | No participó | No participó | No participó |
| 2012    | No participó | No participó | No participó | No participó | No participó | No participó | No participó | No participó | No participó | No participó |
| 2013    | No participó | No participó | No participó | No participó | No participó | No participó | No participó | No participó | No participó | No participó |
| 2014    | No participó | No participó | No participó | No participó | No participó | No participó | No participó | No participó | No participó | No participó |
| 2015    | No participó | No participó | No participó | No participó | No participó | No participó | No participó | No participó | No participó | No participó |
| 2016    | No participó | No participó | No participó | No participó | No participó | No participó | No participó | No participó | No participó | No participó |
| 2017    | Quinto lugar | 5°           | 2            | 1            | 0            | 1            | 3            | 3            | 0            |              |
| 2018    | No participó | No participó | No participó | No participó | No participó | No participó | No participó | No participó | No participó | No participó |
| 2019    | No participó | No participó | No participó | No participó | No participó | No participó | No participó | No participó | No participó | No participó |
| 2020    | No participó | No participó | No participó | No participó | No participó | No participó | No participó | No participó | No participó | No participó |
| 2021    | No participó | No participó | No participó | No participó | No participó | No participó | No participó | No participó | No participó | No participó |
| 2022    | No participó | No participó | No participó | No participó | No participó | No participó | No participó | No participó | No participó | No participó |
| 2023    | Cuarto lugar | 4°           | 2            | 1            | 0            | 2            | 3            | 7            | -4           |              |
| 2025    | Clasificado  | Clasificado  | Clasificado  | Clasificado  | Clasificado  | Clasificado  | Clasificado  | Clasificado  | Clasificado  | Clasificado  |

### Partidos
| Copa Mundial de Clubes de la FIFA | Copa Mundial de Clubes de la FIFA | Copa Mundial de Clubes de la FIFA | Copa Mundial de Clubes de la FIFA | Copa Mundial de Clubes de la FIFA |
| Edición                           | Ronda                             | Oponente                          | Resultado                         |                                   |
| --------------------------------- | --------------------------------- | --------------------------------- | --------------------------------- | --------------------------------- |
| 2007                              | Segunda ronda                     | Sepahan                           | 3–1                               |                                   |
| 2007                              | Semifinal                         | Milan                             | 0–1                               |                                   |
| 2007                              | Disputa por el tercer puesto      | Étoile du Sahel                   | 2–2 (4–2 p.)                      |                                   |
| 2017                              | Segunda ronda                     | Al-Jazira                         | 0–1                               |                                   |
| 2017                              | Disputa por el quinto puesto      | Wydad Casablanca                  | 3–2                               |                                   |
| 2023                              | Segunda ronda                     | León                              | 1–0                               |                                   |
| 2023                              | Semifinal                         | Manchester City                   | 0–3                               |                                   |
| 2023                              | Disputa por el tercer puesto      | Al-Ahly                           | 2–4                               |                                   |

## Jugadores

### Jugadores en préstamo
| Prestados | Prestados | Prestados | Prestados | Prestados | Prestados     |
| N.º       | Nac.      | Pos.      | Nombre    | Edad      | Último equipo |
| --------- | --------- | --------- | --------- | --------- | ------------- |

### Jugadores destacados
| Japón - Ryota Tsuzuki - Tulio - Nobuhisa Yamada - Shinji Jojo - Keita Suzuki - Masayuki Okano - Norihiro Yamagishi - Yoshinori Taguchi - Keisuke Tsuboi - Satoshi Horinouchi - Akinori Mikami - Atsuo Watanabe - Kenji Sakaguchi |  | Japón (Cont.) - Yuichiro Nagai - Tatsuya Tanaka - Masahiro Fukuda - Hiromi Hara - Takeshi Mizuuchi - Tadaaki Hirakawa - Hisashi Tsuchida - Yuki Takita - Hajime Hosogai - Makoto Hasebe - Eiji Sato - Hideyuki Imakura - Katsuyuki Miyazawa - Masato Hashimoto |  | CONMEBOL - Márcio Richardes - Robson Ponte - Washington - Emerson Sheik |  | UEFA - Guido Buchwald - Uwe Bein - Txiki Begiristain - Basile Boli - Željko Petrović - Alpay Özalan - Alfred Nijhuis |

## Entrenadores
| Entrenador               | País         | Temporada                         |
| ------------------------ | ------------ | --------------------------------- |
| Takaji Mori              | Japón        | 1992                              |
| Kenzo Yokoyama           | Japón        | 1994                              |
| Holger Osieck            | Alemania     | 1995-1996                         |
| Horst Köppel             | Alemania     | 1997                              |
| Hiromi Hara              | Japón        | 1998-1999                         |
| Aad de Mos               | Países Bajos | 1999                              |
| Yasushi Yoshida          | Japón        | 1999                              |
| Kazuo Saito              | Japón        | 2000                              |
| Kenzo Yokoyama           | Japón        | 2000                              |
| Tita                     | Brasil       | 2001                              |
| Pita                     | Brasil       | Agosto de 2001                    |
| Hans Ooft                | Países Bajos | 2002-2003                         |
| Guido Buchwald           | Alemania     | 2004-2006                         |
| Holger Osieck            | Alemania     | 2007                              |
| Gert Engels              | Alemania     | Marzo de 2008                     |
| Volker Finke             | Alemania     | 2009-2010                         |
| Željko Petrović          | Montenegro   | 2011-                             |
| Takafumi Hori (interino) | Japón        | Octubre de 2011-diciembre de 2011 |
| Mihailo Petrović         | Serbia       | 2012-2017                         |
| Takafumi Hori            | Japón        | Julio de 2017-abril de 2018       |
| Tsuyoshi Otsuki          | Japón        | Abril de 2018-abril de 2018       |
| Oswaldo de Oliveira      | Brasil       | Abril de 2018-mayo de 2019        |
| Tsuyoshi Otsuki          | Japón        | Mayo de 2019-                     |

## Rivalidades

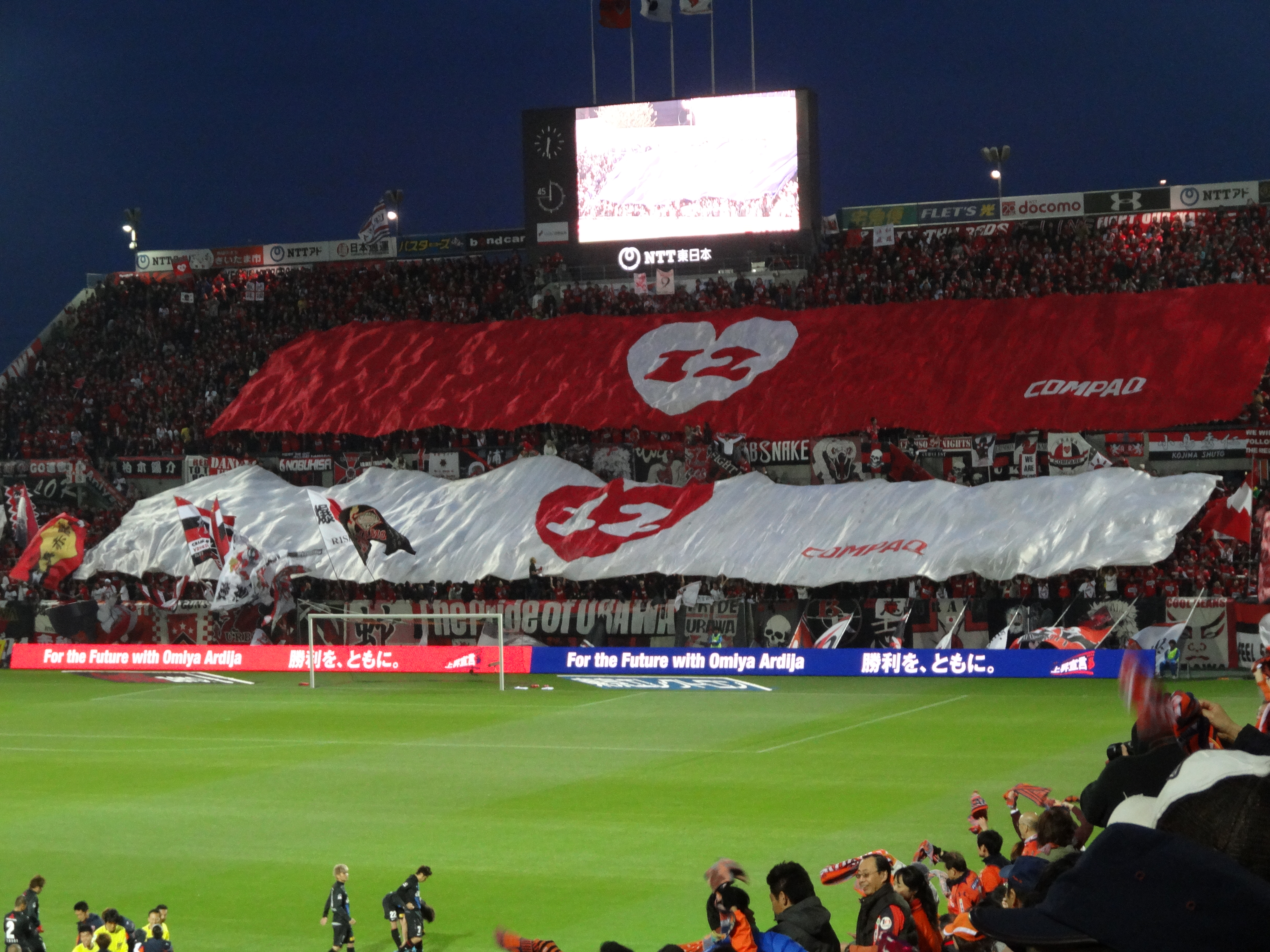
Aficionados del Urawa Red Diamonds durante un derbi de Saitama.

Derbi de Saitama
El rival local del Urawa Red Diamonds es el Omiya Ardija, equipo del barrio de Ōmiya-ku en Saitama, con el que disputa el derbi de Saitama. Se enfrentaron por primera vez en la Copa del Emperador de 1987, donde el Mitsubishi derrotó al entonces conocido como NTT Kanto por 5 a 0 en el Estadio Nacional Nishigaoka. El derbi se disputó posteriormente en la segunda división de la JSL en la temporada 1989/90, y no se volvió a disputar hasta la temporada 2000, cuando el Urawa fue relegado a la segunda división de nuevo. En 2003 las ciudades Ōmiya y Urawa, antes separadas, se fusionaron para convertirse en la ciudad de Saitama, y desde 2005 el derbi se ha convertido en un acontecimiento tras el ascenso a primera división del Omiya.
Derbi Nacional
Durante fines de los años 2000 y hasta la actualidad (en menor medida), los partidos entre los dos equipos más fuertes de aquella época Gamba Osaka y el Urawa Reds son considerado como el Derbi Nacional, sobre todo después de que ambos clubes conquistaran la AFC Champions League.
Marunouchi Gosanke
Durante los años de la JSL y en la década de 1990, los principales rivales del Urawa Red Diamonds eran el JEF United Ichihara Chiba y Kashiwa Reysol, ahora con sede en la prefectura de Chiba. Debido a la sede de sus antiguas sociedades matrices, todos basados en Marunouchi, Tokio, los tres clubes eran conocidos como Marunouchi Gosanke (丸の内御三家, "los tres grandes de Marunouchi") y los partidos entre ellos eran conocidos como los derbis de Marunouchi, aunque el término está cayendo en desuso, ya que ahora se basan en diferentes prefecturas y rara vez juegan partidos en casa en los estadios de Tokio.